# Prochoerodes artemon
Prochoerodes artemon är en fjärilsart som beskrevs av Druce 1891. Prochoerodes artemon ingår i släktet Prochoerodes och familjen mätare. Inga underarter finns listade i Catalogue of Life.